# 1855 in Italia

## Avvenimenti
- 26 gennaio: convenzioni militari e finanziarie concluse tra Francia, Regno Unito e Regno di Sardegna[1]. Camillo Cavour impegna il Regno di Sardegna nell’alleanza franco-britannica. Vuole rafforzare il legame con la Francia per ottenere il suo aiuto nella risoluzione della questione italiana e per risollevare l'immagine del suo esercito, che ha fatto una pessima figura nella con gli Austriaci nel 1849. Le truppe sarde partecipano alla spedizione di Crimea, nonostante l'opinione pubblica fosse  sfavorevole. Muoiono 2 600 militari, la maggior parte per malattie. Cavour presenta un memorandum la questione italiana al Congresso di Parigi.
- 2 marzo: la legge sui conventi viene approvata alla Camera in Piemonte; abolisce sostanzialmente tutte le comunità religiose[2].
- 26 aprile: Monsignor di Calabiana, vescovo de Casale, legge una mozione che offre la somma di 928 000 lire necessarie al sostentamento del basso clero in cambio dell'abrogazione della legge sui conventi approvata il 2 marzo[3]. Inizio della crisi Calabiana che provoca le dimissioni del primo governo Cavour.
- 28 aprile: attentato contro Napoleone III di Giovanni Pianori.
- 4 maggio: secondo governo Cavour nel Regno di Sardegna (finirà il 12 luglio 1859)[4].
- 28 maggio, Piemonte: la legge sui conventi, riveduta dopo il passaggio al Senato, viene approvata dalla Camera[2].
- 12 giugno: tentato attentato al cardinale Antonelli, Segretario di Stato di Pio IX, che viene minacciato con un forchettone dal cappellaio Antonio De Felici[5].
- 16 agosto: il corpo di spedizione piemontese partecipa alla battaglia della Cernaia sotto il commando di La Marmora[6].
- Novembre-dicembre: viaggio di re Vittorio Emanuele  a Parigi e a Londra, accompagnato da Cavour e d’Azeglio[6].
- 1º novembre – A Torino viene fondata la casa editrice Claudiana.
- 7 dicembre: durante una cena a Compiègne, Napoleone III raccomanda a Cavour di scrivere in via confidenziale al ministro degli Esteri Walewski "cosa pensa che io possa fare per il Piemonte e l'Italia»[6].

## Cultura

### Letteratura

#### Libri pubblicati nel 1855
- Il dottor Antonio, romanzo di Giovanni Ruffini

### Musica

#### Opere create nel 1855
- 13 giugno: Les Vêpres siciliennes (I vespri siciliani), opera di Giuseppe Verdi, debutta  all'Opéra de Paris.